# Mycosphaerella perpendicularis
Mycosphaerella perpendicularis är en svampart som beskrevs av Crous & M.J. Wingf. 2006. Mycosphaerella perpendicularis ingår i släktet Mycosphaerella och familjen Mycosphaerellaceae.   Inga underarter finns listade i Catalogue of Life.